# Morti nel 1192
| Questa pagina contiene informazioni ricavate automaticamente dalle voci biografiche con l'ausilio del template Bio e di un bot. L'aggiornamento è periodico e automatico e ricostruisce completamente la pagina. Se manca una persona in questa lista, sei pregato di non aggiungerla, ma accertati piuttosto che la sua voce biografica contenga il template Bio e che i dati anagrafici siano correttamente compilati. Se il template Bio manca, inseriscilo tu stesso o, in alternativa, metti l'avviso {{tmp\|Bio}} che ne segnala la mancanza. Se i dati riportati sono sbagliati, correggi direttamente la voce biografica; le modifiche saranno visibili in questa lista entro pochi giorni. Per chiarimenti vedi il progetto biografie. La lista contiene solo le 20 persone che sono citate nell'enciclopedia e per le quali è stato implementato correttamente il template Bio. Pagina aggiornata al 26 feb 2025. |

- 1º febbraio - Tokudaiji Sanesada, poeta giapponese (n. 1139)
- 26 aprile - Go-Shirakawa, imperatore giapponese (n. 1127)
- 28 aprile - Corrado del Monferrato, nobile e cavaliere medievale italiano
- 8 maggio - Ottocaro IV di Stiria, nobile austriaco (n. 1163)
- 25 agosto - Wichmann von Seeberg, arcivescovo cattolico tedesco
- 26 agosto - Qilij Arslan II, sultano turco
- 2 settembre - Ibn Shahrashub, giurista persiano (n. 1095)
- 6 settembre - Ugo III di Borgogna, duca (n. 1148)
- 24 novembre - Alberto di Lovanio, vescovo cattolico, cardinale e santo belga (n. 1166)
- Adamo di San Vittore, poeta francese (n. 1112)
- Barrale di Marsiglia, trovatore francese
- Bonifacio, vescovo cattolico italiano
- Hermangard d'Asp, militare francese
- Giambuono de' Medici (n. 1140)
- Garnier de Naplouse, militare francese (n. 1147)
- Narjot II di Toucy, nobile francese
- Pṛthvīrāja Cauhāna, sovrano indiano (n. 1149)
- Rodolfo, patriarca cattolico francese
- Venceslao II, sovrano boemo (n. 1137)
- Ambrogio del Carretto, vescovo cattolico italiano